# Briese Schiffahrt
Das Unternehmen Briese Schiffahrts GmbH & Co. KG ist eine Reederei der Briese-Gruppe in der ostfriesischen Stadt Leer. Mit über 130 Mehrzweck-, Schwergut- und Containerschiffen sowie Massengutschiffen im Kernunternehmen, die größtenteils Einschiffsgesellschaften der Briese Schiffahrt gehören, ist das 1984 von Kapitän Roelf Briese gegründete Unternehmen die größte Reederei im zweitgrößten deutschen Reedereistandort. Nach eigenen Angaben ist es im Bereich Projekt- und Schwergutladung zusammen mit der Tochterfirma BBC Chartering der weltweit führende Anbieter. Daneben liegt das Hauptaugenmerk auf der Verschiffung von Gefahrgut, Militärgut, Bulkladungen und Containern. Im Bereich der Projektschifffahrt werden überdurchschnittlich viele Windenergieteile verschifft. Das Firmenmotto lautet Our Objective: Charterer's Happiness (zu Deutsch: Unser Ziel: Zufriedenheit des Befrachters).

## Geschichte
Die Reederei wurde im Jahre 1984 von Kapitän Roelf Briese gegründet. Bereits Ende der 1980er Jahre wurden die ersten Neubauserien projektiert. Die ersten Expansionen, beispielsweise in die Volksrepublik China, erfolgten Anfang der 1990er Jahre. Durch das Tochterunternehmen China Supervision mit Sitz im chinesischen Tianjin nahe der Xingang Shipyard, kann die Zertifizierung und Bauaufsicht eigener und fremder Neubauten mittlerweile mit geringem Aufwand geschehen. Mittlerweile (2011) existieren Dependancen in 20 Ländern auf sechs Kontinenten.

## Flotte
Die Flotte der Briese Schiffahrt besteht zurzeit (2011) aus über 120 Mehrzweckschiffen, Containerschiffen und Bulkern. Nach eigenen Angaben beträgt das Durchschnittsalter der Schiffe durch Neubauten und Schiffsverkäufen unter fünf Jahre. Die Tragfähigkeit der Schiffe liegt zwischen 2.500 und 37.300 t, damit wird im Bereich der Container- und Schüttgutfahrt eher der untere und mittlere Bereich im Vergleich mit aktuellen Seeschiffen abgedeckt. Im Bereich der Mehrzweck- und Schwergutfahrt wird der mittlere bis obere Bereich abgedeckt. Die meisten Frachter sind mit Zwischendecks (Tweendecks) und eigenen Kranen (bis 700 t) ausgestattet sowie mit Eisklassen (bis schwedisch/finnisch 1A/E3) zertifiziert und somit nach Reedereiangaben vielseitig einsetzbar. Außerdem verfügen sie über ein Qualitätsmanagementsystem nach DIN EN ISO 9001:2000, was durch den Germanischen Lloyd zertifiziert wird.
Die Rumpffarbe der meisten reedereieigenen Schiffe ist blau. Außerdem ziert die meisten Schiffe, die von der Tochterfirma BBC Chartering & Logistic befrachtet werden, der von Weitem sichtbare Schriftzug BBC Chartering.

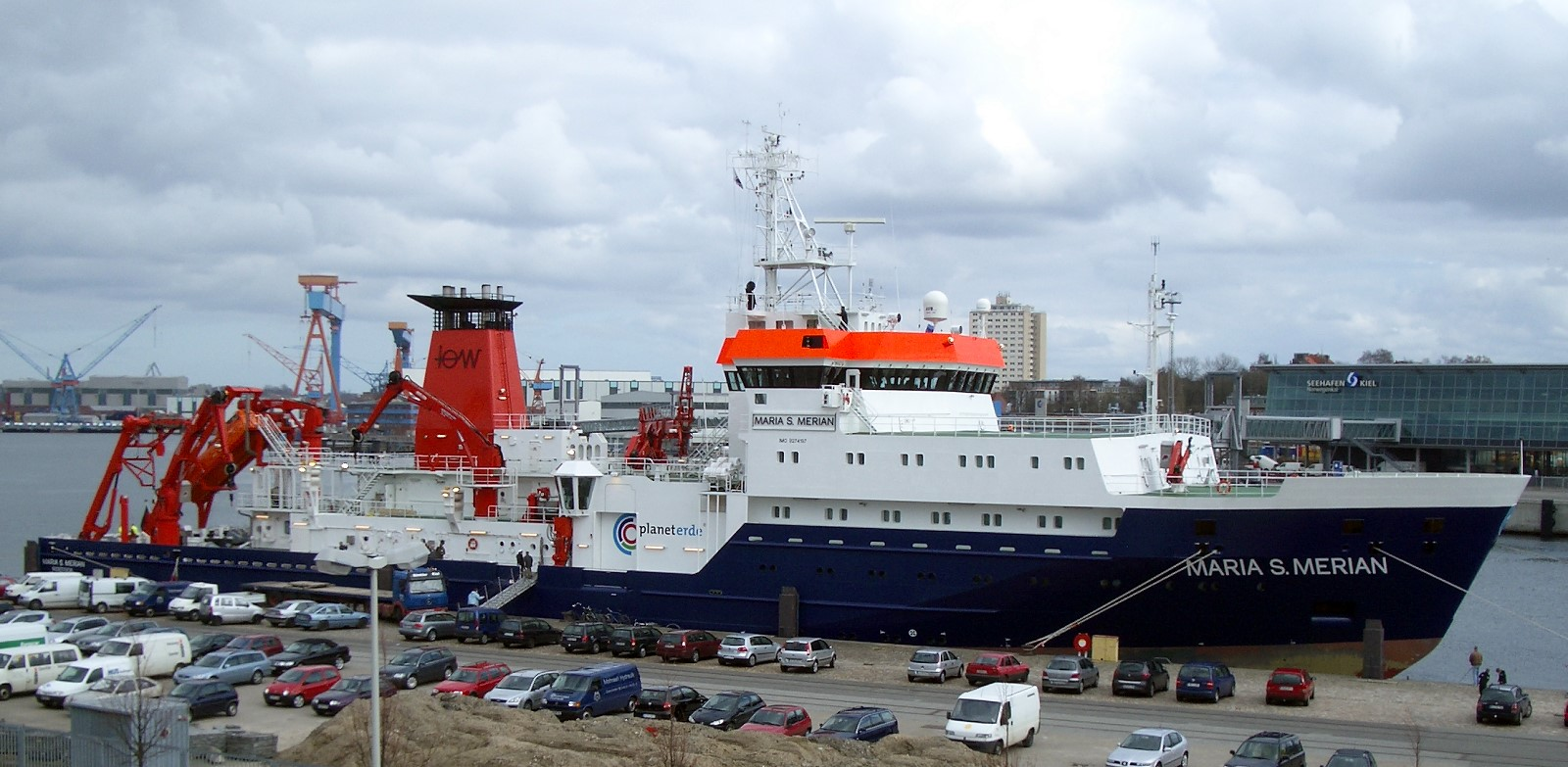
Forschungsschiff Maria S. Merian im Kieler Hafen

Außerdem bereedert das Unternehmen mehrere Forschungsschiffe, und zwar die Alkor, die Elisabeth Mann Borgese, die Heincke, die Littorina, die Maria S. Merian, die Meteor, die Senckenberg und die Sonne.
Im Jahr 2010 wurde der im selben Jahr fertiggestellte Schwergutfrachter BBC Polonia vor Nigeria von Piraten überfallen und die Besatzung entführt. Alle Seeleute kamen nach wenigen Tagen wieder frei.

### Charter
Zwischen 2004 und 2008 entstanden sechs Containerschiffe der Norderoog-Klasse, die überwiegend in Zeitcharter bei verschiedenen großen Reedereien wie Maersk Line, CMA CGM oder MSC beschäftigt sind. Die acht Schiffe umfassende Neubauserie der BBC-Everest-Klasse, die zwischen 2010 und 2012 entstand, ist langfristig an BBC Chartering verchartert und wird dort in der BBC Americana Line, einer Projekt-Schwergut-Linie, zwischen dem Mittelmeer und Südamerika eingesetzt. Neben der BBC Everest zählt die zwischen 2003 und 2009 entstandene BBC-Europe-Klasse zu den Schwergutfrachtern. Einen großen Teil der Tonnage machen die nach Flüssen benannten Schiffe der BBC-Ems-Klasse aus, die weltweit operieren. Von der 2011 in Insolvenz gegangenen Reederei Beluga Shipping übernahm Briese einen Teil der Schiffe, darunter einige Schiffe der BBC-Campana-Klasse. Im Jahr 2010 stellte die Reederei zwei Handysize-Bulker der BBC-Neptune-Klasse mit einer Tragfähigkeit von 37.300 dwt in Dienst.
Nach der Insolvenz der Reederei Beluga übernahm Briese auch das Schiff Beluga SkySails, das mit einem 320 m² großen Zugdrachen ausgerüstet war. Der Drachen 'leistete' maximal bis zu 2000 kW. Das 132 Meter lange Schiff mit knapp 10.000 dwt war das erste kommerziell eingesetzte Schiff mit dieser Technologie. Nach dem Kauf war das Schiff langfristig an BBC Chartering verchartert und hieß BBC SkySails. 2017 wurde es verkauft, seit 2019 fährt es als Onego Deusto bei der niederländischen Reederei Onego Shipping & Chartering.

### Schiffe (Auswahl)
| Name                   | Schiffstyp                  | Baujahr   | Tragfähigkeit | Länge [m] | Breite [m] | Tiefgang [m] | Flagge                                             |
| ---------------------- | --------------------------- | --------- | ------------- | --------- | ---------- | ------------ | -------------------------------------------------- |
| BBC-Neptune-Klasse     | Bulker                      | 2010      | 37.300 dwt    | 189,99    | 28,50      | 10,40        | Liberia                                            |
| BBC-Leer-Klasse        | Mehrzweckschiff             | 1998–2000 | 20.000 dwt    | 153,22    | 23,60      | 9,73         | Liberia                                            |
| Norderoog-Klasse       | Containerschiff             | 2004–2008 | 16.921 dwt    | 161,35    | 25,00      | 9,90         | Antigua & Barbuda, Gibraltar                       |
| BBC-Everest-Klasse     | Schwergutfrachter           | 2011/2012 | 9.300 dwt     | 125,79    | 22,00      | 7,60         | Deutschland, Antigua & Barbuda                     |
| BBC-Ems-Klasse         | Mehrzweck-Schwergutfrachter | 2006–2012 | 17.500 dwt    | 143,14    | 22,80      | 9,70         | Deutschland, Antigua & Barbuda                     |
| BBC-Bergen-Klasse      | Mehrzweckschiff             | 2011/2012 | 8.000 dwt     | 128,45    | 16,50      | 7,00         | Antigua & Barbuda                                  |
| BBC-Europe-Klasse      | Mehrzweck-Schwergutfrachter | 2003–2009 | 7.700 dwt     | 119,80    | 20,20      | 7,60         | Antigua & Barbuda, Deutschland, Vereinigte Staaten |
| BBC-Campana-Klasse     | Mehrzweck-Schwergutfrachter | 2004–2011 | 12.780 dwt    | 138,50    | 21,00      | 8,00         | Gibraltar, Antigua & Barbuda, Zypern, Liberia      |
| Stocznia Gdanska 8203  | Mehrzweckschiff             | 2000      | 7.612 dwt     | 107,74    | 18,20      | 7,50         | Antigua & Barbuda                                  |
| Schillplate-Klasse     | Kümo / Mehrzweckschiff      | 2009–2012 | 3.300 dwt     | 86,00     | 12,40      | 6,70         | Gibraltar                                          |
| BBC Polonia            | Schwergutfrachter           | 2010      | 7.787 dwt     | 122,45    | 18,20      | 9,00         | Antigua & Barbuda                                  |
| Alkor                  | Forschungsschiff            | 1990      | -             | 54,59     | 12,50      | 4,16         | Deutschland                                        |
| Heincke                | Forschungsschiff            | 1990      | -             | 54,59     | 12,50      | 4,16         | Deutschland                                        |
| Poseidon               | Forschungsschiff            | 1976      | -             | 60,70     | 11,40      | 4,50         | Deutschland                                        |
| Maria S. Merian        | Forschungsschiff            | 2005      | -             | 94,80     | 19,20      | 6,50         | Deutschland                                        |
| Elisabeth Mann Borgese | Forschungsschiff            | 1987      | -             | 56,50     | 10,80      | 3,65         | Deutschland                                        |
| Sonne                  | Forschungsschiff            | 2014      | -             | 116,00    | 20,60      | 6,40         | Deutschland                                        |

## Gruppe

Logo der Tochterfirma BBC Chartering

Die Briese Schiffahrt ist Kopf und Teil der Briese Group. In dieser Gruppe sind neben der Briese GmbH & Co. KG unter anderem:
- Briese Shipping BV mit Sitz im niederländischen Scheemda
- Abteilung Forschungsschifffahrt mit Sitz in Leer
- Ems Offshore Service GmbH & Co. KG mit Sitz in Leer (Hafenschlepper und Pontons)
- Ems-Leda Shipping (gegründet am 1. November 2011) mit Bulkern[6]
- BBC Chartering & Logistic GmbH & Co. KG als größte Tochterfirma und Hauptcharterer der Briese Schiffahrt mit Sitz in Leer und Büros u. a. in Bremen, Sankt Petersburg, Singapur und Shanghai und 21 weiteren Städten
- Briese Chartering GmbH und Co. KG als Charterer mit Sitz in Leer
- Bremer Reederei E & B GmbH mit Sitz in Bremen
- Peak Shipping AS mit Sitz in Bergen
- EPAS GmbH & Co. KG als Emder Hafenagent
- BERA GmbH & Co. KG als Papenburger Hafenagent
- Briese Crew Management GmbH als Crew-Managers
- Briese Swallow St. Petersburg und Sewastopol Ltd. als Crew-Agent
- Nesse Reparaturwerft in Leer als hauseigene Werft

## Abteilungen
Die Reederei wird intern in neun Abteilungen unterteilt:
- Einkauf / Logistik: Einkauf von technischen und nautischen Teilen; Anlieferung zu den Schiffen sowie Lagerung von Ersatzteilen o. ä.
- IT / EDV: Wartung der Schiffs- und Bürokommunikation, Entwicklung eigener Softwarelösungen, Ausbau und Pflege der IT-Infrastruktur
- Verwaltung: Ausflaggungen, Proviantlieferungen, Personalmanagement (Land) und sonstiges
- Finanzen mit Unterabteilungen

Accounting / Buchhaltung: normale Buchhaltung
Controlling: Kontrolle der Rentabilität der Seeschiffe und Überprüfen von eingehenden Rechnungen
Schiffsfinanzierung: Finanzierung der Neubauten und Zukäufe durch Darlehen, Kommanditisten oder anderes
- Chartering (Briese Chartering) mit

Befrachtung: Vermittlung der Ladung für die einzelnen Schiffe, Aushandlung der Frachtrate
Operating: Überwachung und Steuerung des täglichen Schiffsbetriebs
- An- und Verkauf: Kauf und Verkauf von Seeschiffen
- Bemannung (Briese Crew Management): Personalmanagement (See)
- Inspektion mit

technischer Inspektion: Gewährleistung des reibungslosen technischen Ablaufes (bspw. Hauptmaschine)
nautischer Inspektion: Gewährleistung des reibungslosen nautischen Ablaufes (bspw. Ladungssicherung)
- Management: Geschäftsleitung, Personalleitung

## Schiffsfonds
Das Unternehmen bietet verschiedene Beteiligungsmöglichkeiten an, darunter sowohl Beteiligungen an sogenannten Einschiffsgesellschaften als auch an kompletten Flottenfonds. Der sogenannte Chancenfonds (Sechste Briese Tonnagesteuer Rendite Fonds) wurde beispielsweise 2011 von einer renommierten Internetseite zum Fonds des Jahres gewählt. Die durchschnittliche Rendite dieses Fonds lag bei knapp 28 %.
Aufsehen erregte der Schnäppchenfonds I der Oltmann-Gruppe, als diese zwei Containerschiffe der Reederei Briese zu je 19 Millionen Euro verkaufte. Ein Jahr zuvor wurden die Schiffe für knapp 14 Millionen Euro gekauft. Nach Aussage der Reederei und des Emissionshauses betrug die Rendite für die Anteilseigner 79 % nach Steuern.

## Beschäftigte
Bei der Briese Schiffahrt GmbH & Co. KG waren 2017 über 225 Personen an Land und über 2.000 auf See direkt beschäftigt.